# Pseudodolbina fo
Pseudodolbina fo is een vlinder uit de familie van de pijlstaarten (Sphingidae). De wetenschappelijke naam van de soort werd in 1856 gepubliceerd door Francis Walker.

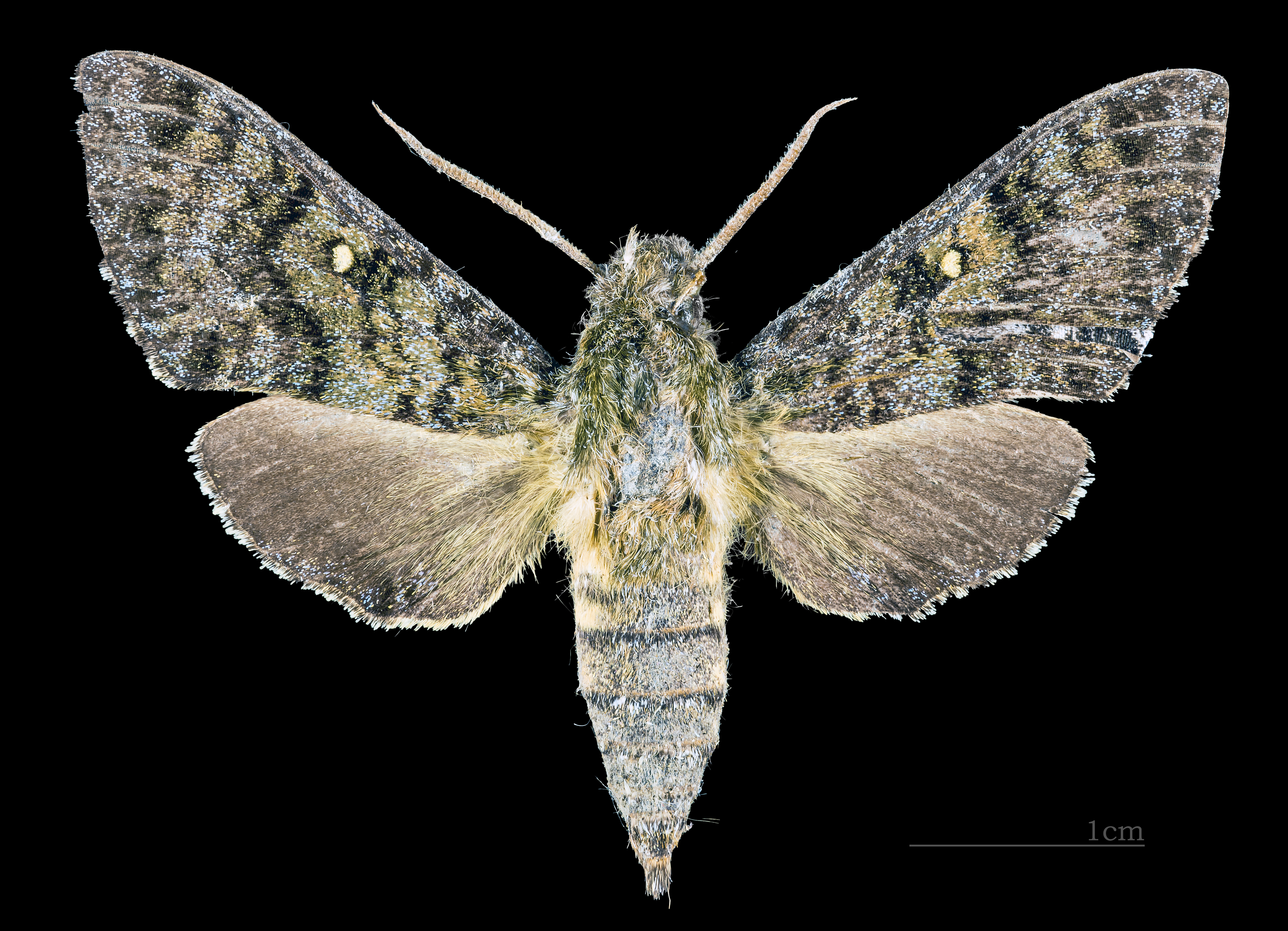
♂
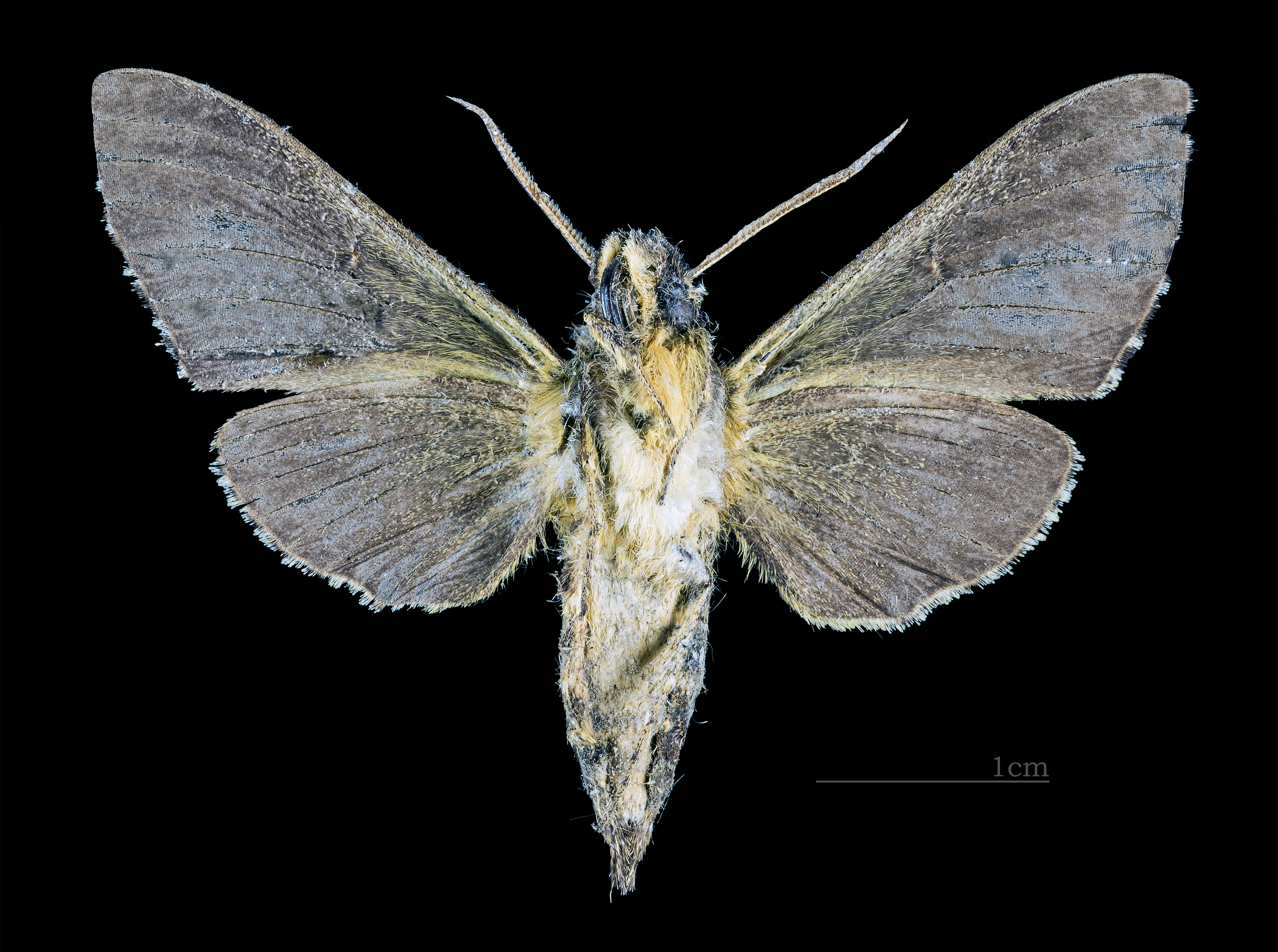
♂ △